# Peraiocynodon
Peraiocynodon — вимерла ссавцеподібна тварина із ряду Docodonta, знайдена в середньоюрських породах Сполученого Королівства. Він відомий лише з окремих корінних зубів, знайдених у пласті ссавців у цементному кар’єрі Кіртлінгтон в графстві Оксфордшир, Англія (формація Форест Мармур).
Peraiocynodon спочатку був зведений у 1929 році з одним видом, але пізніше його вважали синонімом Docodon. Однак у 2003 році рід був відроджений, і новий вид, P. major, був описаний на основі нових зубів, знайдених у цементному кар’єрі Кіртінгтон в Оксфордширі. Залишається невизначеним чи вони справді є окремими видами.